# Dolus-d'Oléron
Dolus-d'Oléron is een gemeente in het Franse departement Charente-Maritime (regio Nouvelle-Aquitaine). De plaats maakt deel uit van het arrondissement Rochefort. Het is een van de acht gemeenten van het Île d'Oléron. Dolus-d'Oléron telde op 1 januari 2022 3.187 inwoners.

## Geografie
De oppervlakte van Dolus-d'Oléron bedroeg op 1 januari 2022 29,02 vierkante kilometer; de bevolkingsdichtheid was toen 109,8 inwoners per km².
De onderstaande kaart toont de ligging van Dolus-d'Oléron met de belangrijkste infrastructuur en aangrenzende gemeenten.

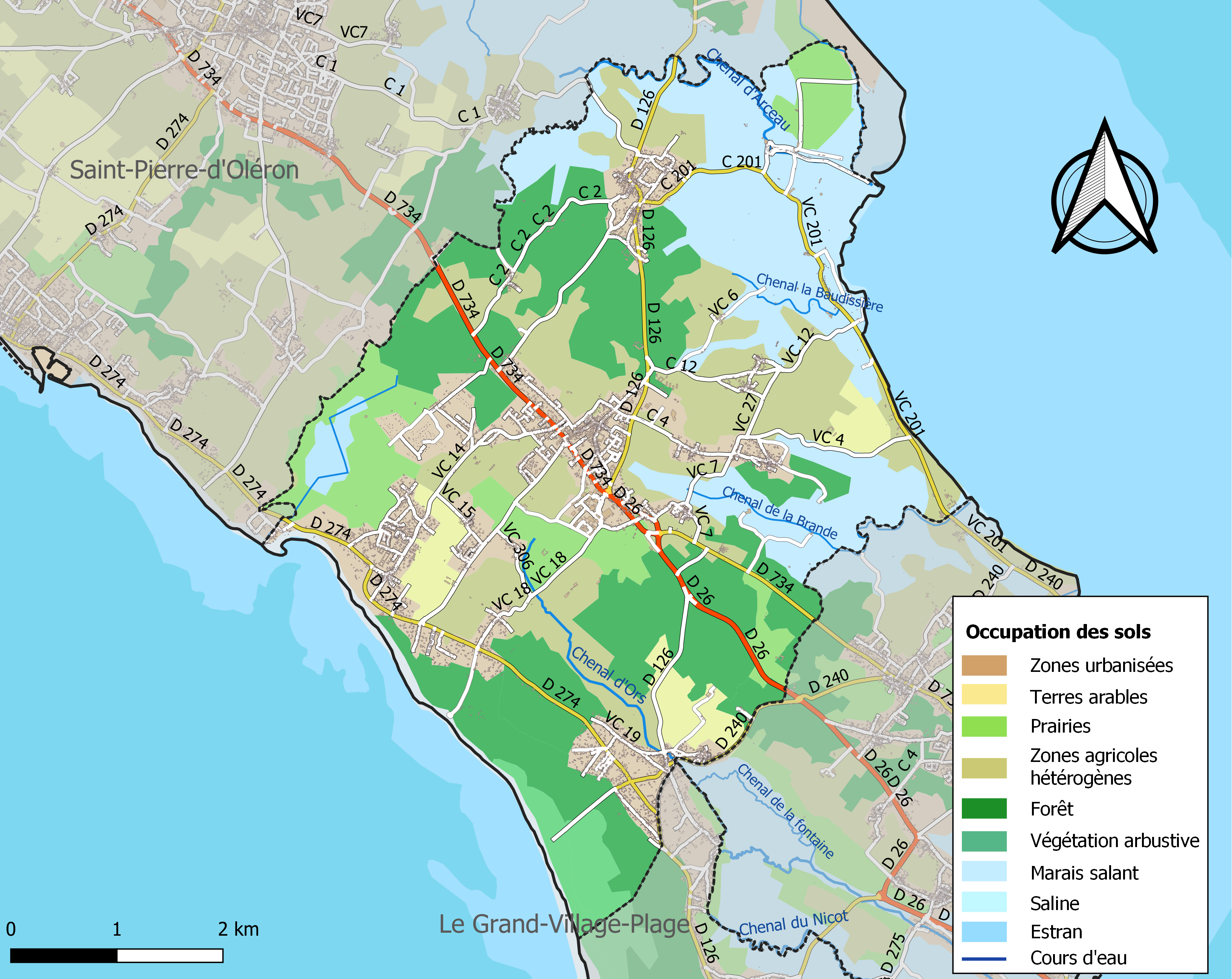

## Demografie
Onderstaande figuur toont het verloop van het inwonertal (bron: INSEE-tellingen).